# Acacia lambertiana
Acacia lambertiana é uma espécie de leguminosa do gênero Acacia, pertencente à família Fabaceae.